# Carl Hammarberg
Carl Hammarberg, född 12 november 1865 i Västervik, död 1 november 1893 i Uppsala, var en svensk läkare.
Hammarberg blev student vid Uppsala universitet 1884, medicine kandidat 1889, medicine licentiat 1892 och medicine doktor 1893 på avhandlingen Studier öfver idiotiens klinik och patologi jämte undersökningar af hjärnbarkens normala anatomi. Han blev underläkare vid Akademiska sjukhuset i Uppsala 1892 och docent i praktisk medicin vid Uppsala universitet 1893.
Hammarberg avled vid 28 års ålder till följd av blindtarmsinflammation. Han är begravd på Uppsala gamla kyrkogård.

## Tryckta arbeten
- Undersökningar af hjärnbarkens normala anatomi på Wellcome Library